# Holly Taylor
Holly Taylor (ur. 31 października 1997 w Middleton) – kanadyjska aktorka filmowa i serialowa.

## Filmografia
źródło:
- Celebrity Nightmares Decoded (2011) jako córka
- Ashley (2013) jako młoda Ashley
- Worst Friends (2014) jako mała dziewczynka
- The Otherworld (2016) jako Dannan
- Zawód: Amerykanin (2013–2018, serial TV) jako Paige Jennings
- The Witch Files (2018) jako Claire
- Nowy dom (2019, serial TV) jako Becca
- Łaska Pana (2020) jako Maggie
- Turbulencje (2021, serial TV) jako Angelina Meyer
- W pułapce (2021) jako Mikki